# Schoinousa
Schoinousa (druhý pád Schoinousis, řecky Σχοινούσσα) je ostrov v Egejském moři, který se nachází v souostroví Malé Kyklady v Řecku. Nachází se ve vzdálenosti 6 km jižně od Naxu, 2,5 km severovýchodně od Iraklei a 3 km jihozápadně od Kato Koufonisi. Tvoří zároveň stejnojmennou obecní jednotku (bývalou obec) o rozloze 8,512 km². Nejvyšším bodem je Vardies s nadmořskou výškou 134 m.

## Obyvatelstvo
V roce 2011 žilo na ostrově 227 obyvatel. Celý ostrov tvoří jednu obecní jednotku a také jednu komunitu, která se skládá z jednotlivých sídel, tj. měst a vesnic. V závorkách je uveden počet obyvatel jednotlivých sídel: 
Obecní jednotka a komunita Schoinousa (227) – Mesaria (16), Schoinousa (211) a neobydlené ostrůvky Argilos, Klidoura, Ofidoussa a Plaka.